# Biston
Pour l’article homonyme, voir Raphaèle Biston.
Genre
Biston est un genre de lépidoptères (papillons) de la famille des Geometridae, de la sous-famille des Ennominae.

## Espèces et sous-espèces rencontrées en Europe
- Biston achyra Wehrli, 1936
- Biston betularia (Linnaeus, 1758) - Phalène du bouleau
- Biston strataria (Hufnagel, 1767) - Phalène marbrée
  - Biston strataria meridionalis (Oberthür, 1913)
  - Biston strataria strataria (Hufnagel, 1767)

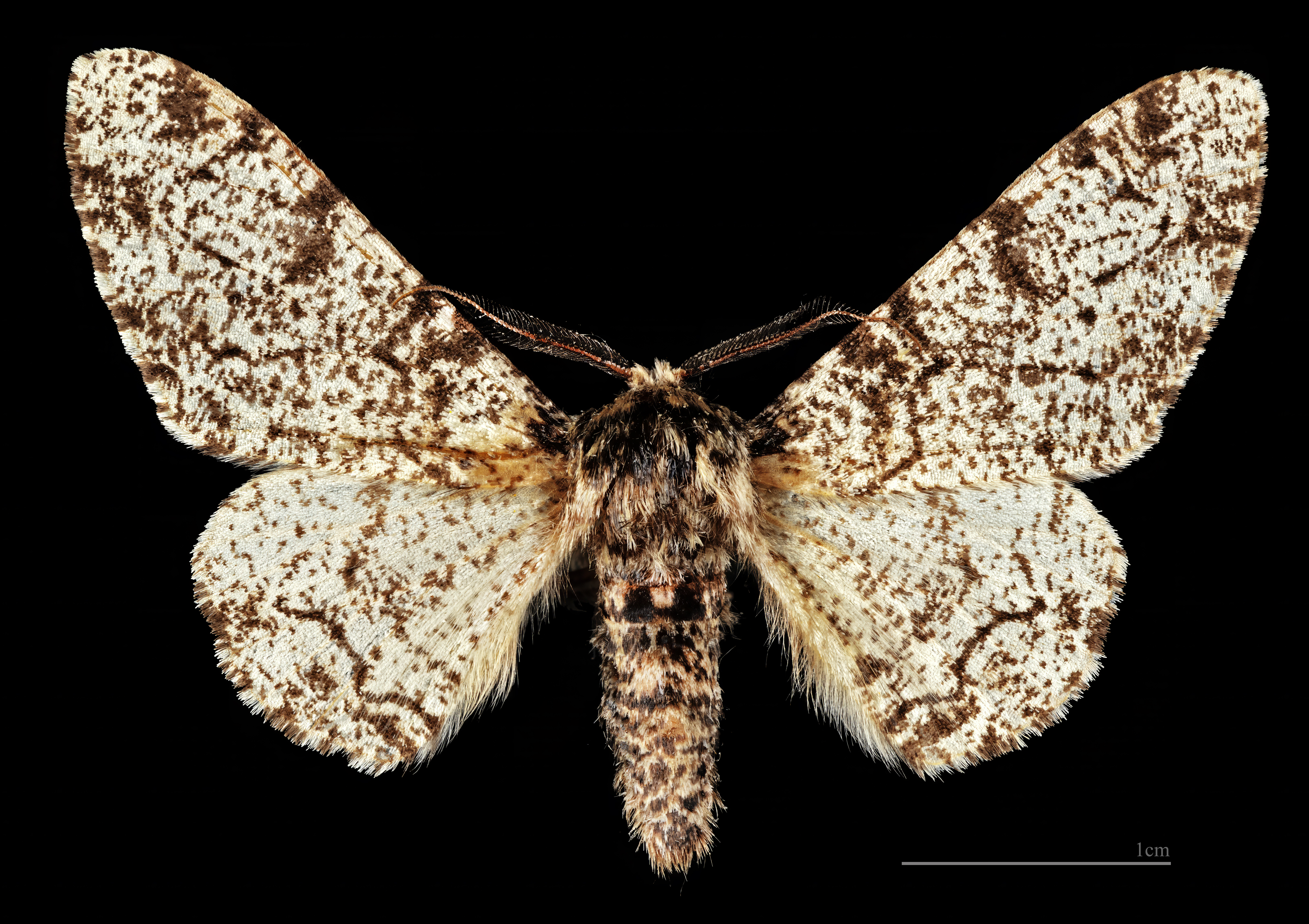
Biston betularia
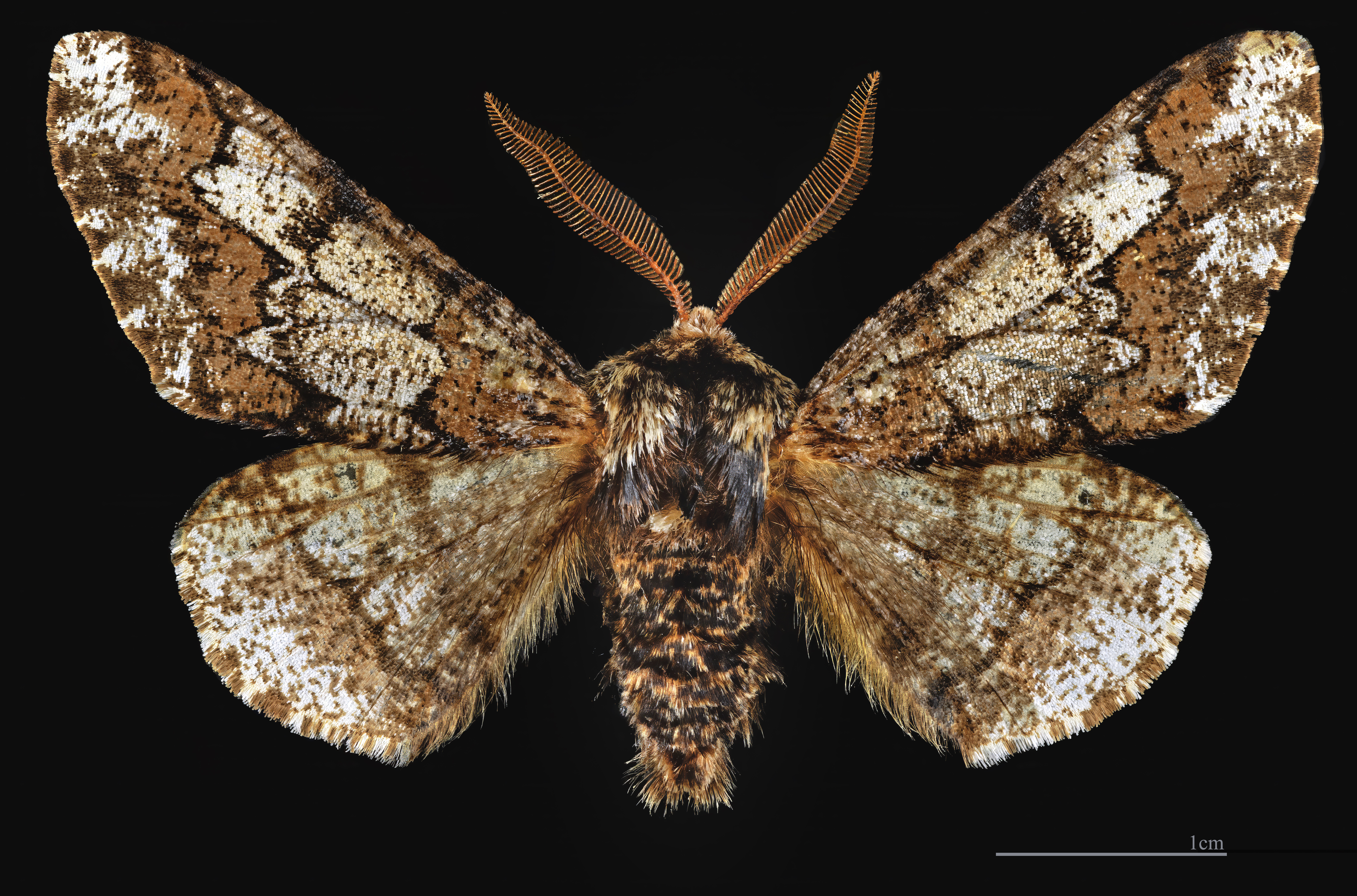
Biston strataria